# Pavel Vrba
Pavel Vrba (Přerov, 6 dicembre 1963) è un allenatore di calcio ed ex calciatore ceco.
Da calciatore ha vinto una Coppa Piano Karl Rappan con il Baník Ostrava; da allenatore ha vinto 3 campionati cechi, un campionato slovacco, un campionato bulgaro, una Supercoppa di Slovacchia, una Coppa di Repubblica Ceca e una Supercoppa di Repubblica Ceca. Dal 2010 al 2015 ha vinto per sei volte consecutive il premio di Allenatore dell'anno della Repubblica Ceca, stabilendo un record. Nel 2017 è eletto nuovamente allenatore dell'anno in patria.

## Caratteristiche tecniche
Vrba applica un gioco prettamente offensivo.

## Carriera
Inizia ad allenare la squadra della propria città natale, dove ha chiuso la propria carriera di calciatore. Dopo aver conquistato la promozione al secondo anno (in seconda serie c'era un posto vacante, che poi ha ottenuto il Prerov, nonostante il nono posto nel campionato di terza divisione), si trasferisce a Ostrava, entrando nello staff del Baník Ostrava. Nelle ultime giornate del campionato 2003 ha l'occasione di guidare la prima squadra ad interim fino alla fine del torneo, sedendosi sulla panchina della prima squadra negli ultimi cinque turni del torneo. Torna al ruolo originario di assistente nella stagione successivo, quando il Baník vince il suo primo titolo ceco con František Komňacký in panchina.
Successivamente allena gli slovacchi del Puchov, quindi nell'estate del 2006 è ingaggiato dallo Žilina. Al primo anno vince il titolo e la Supercoppa nazionale. L'anno seguente gioca la Champions League, uscendo dal torneo imbattuto nei tempi regolamentari, ma venendo estromesso ai rigori dallo Sparta Praga dopo un doppio confronto a reti bianche in una sfida della fase preliminare. Si dimette dall'incarico nel settembre del 2009 per tornare in patria. Accetta l'offerta del Viktoria Plzeň. Nel giro di un anno dall'arrivo di Vrba, la società di Pilsen è rinforzata dagli arrivi di giocatori esperti come Pavel Horváth e Daniel Kolář, affiancati dai giovani Milan Petržela, Petr Jiráček, David Limberský, František Rajtoral e Marek Bakoš, che formeranno l'ossatura del club negli anni a venire.
Nella stagione 2009-2010, Vrba termina il campionato ceco al quinto posto, tuttavia vince la coppa nazionale (2-1 sullo Jablonec) garantendosi un posto in UEFA Europa League e portando la squadra a vincere il suo primo titolo in 99 anni di storia. In estate, perde la Supercoppa nazionale contro lo Sparta Praga (1-0). Nel campionato successivo, Vrba inanella subito dodici risultati utili consecutivi (tra cui undici successi), vincendo anche di misura contro lo Sparta Praga (1-0). Nella seconda parte del torneo, il tecnico infila altri dodici risultati utili di fila e nonostante la forte rimonta del club praghese, si permette di ottenere il campionato 2011 dopo il 3-1 rifilato al Baník Ostrava con una giornata d'anticipo. Lo Sparta termina il campionato a -1 dal Viktoria Pilsen, che vince il suo primo campionato ceco nell'anno del centenario dalla fondazione.
Nell'estate 2011, il club vince anche la Supercoppa ceca ai rigori contro il Mladá Boleslav (1-1) e partecipa alla Champions League: nella massima competizione europea, i cechi partono dal secondo turno preliminare e accedono alla fase a gironi da imbattuti. Nel girone, arrivano dietro a Barcellona e Milan, dopo aver strappato quattro punti al BATĖ Borisov e un pari al Milan nel ritorno. Retrocesso in Europa League, il Viktoria Pilsen affronta e cede contro i tedeschi dello Schalke 04.
L'annata 2012-2013 finisce con un'altra vittoria per il Viktoria guidato da Vrba: la squadra non parte bene, pur conquistando la vetta della graduatoria verso il giro di boa. A dieci giornate dalla fine, il match che può decidere il torneo contro lo Sparta Praga e vinto dai granata per 1-0. Con questo successo, lo Sparta appaia il Viktoria Pilsen al primo posto in classifica. A cinque turni dalla fine, lo Sparta Praga pareggia contro il Vysočina Jihlava, lasciando i rivali da soli al comando. Entrambe le formazioni fanno nove punti sui quindici disponibili e la classifica resta invariata a favore del tecnico Vrba, che si aggiudica il suo secondo campionato in tre anni (a +2 dallo Sparta). In Europa, i cechi partono subito dal secondo turno preliminare di Europa League, riuscendo a raggiungere la fase a gironi. Nel raggruppamento, il Viktoria Pilsen vince quattro match tra cui uno contro i detentori dell'Europa League e della Supercoppa UEFA dell'Atlético Madrid di Simeone, superando il girone al primo posto con 13 punti. Nella fase a eliminazione diretta, Vrba estromette anche il Napoli con un punteggio complessivo di 5-0 prima di uscire agli ottavi contro il Fenerbahçe (1-2).
Nella stagione 2013-2014 Vrba inanella quattordici risultati utili consecutivi tra campionato e UEFA Champions League. Nel novembre 2013, annuncia la volontà di lasciare la società dopo cinque anni per diventare CT della Rep. Ceca. In Champions, Vrba porta i cechi nuovamente alla fase a gironi, dove trova un gruppo complicato: CSKA Mosca, Manchester City e Bayern Monaco. Da sfavorita, la squadra perde le prime cinque partite del raggruppamento, arrivando a quota zero punti all'ultima sfida contro i russi del CSKA, che invece ne hanno tre. Nella ripresa i russi passano in vantaggio, ma nell'ultimo quarto d'ora, agevolati anche dalla superiorità numerica, i cechi riescono nella rimonta che gli consente di vincere per 2-1 e di accedere all'UEFA Europa League 2013-2014 con soli tre punti scavalcando i russi in classifica per gli scontri diretti. Per Vrba si tratta dell'ultimo match sulla panchina del Viktoria Pilsen prima di passare alla guida della Nazionale ceca.
Vrba inizia da CT della Repubblica Ceca con l'obbiettivo di qualificare la squadra al campionato d'Europa 2016, in programma in Francia. Il 6 settembre del 2015 la Repubblica Ceca diviene la terza nazionale, dopo la Francia (qualificata di diritto in quanto paese ospitante) e l'Inghilterra, a qualificarsi all'europeo, vincendo il proprio girone di qualificazione con 22 punti.
Nel marzo del 2016, con 541 voti, Vrba è eletto per la sesta volta consecutiva allenatore ceco dell'anno.
Alla rassegna europea la nazionale ceca ottiene un solo punto, in rimonta contro la Croazia (da 0-2 a 2-2), uscendo così dopo la fase a gruppi. Al termine del torneo, Vrba decide di dimettersi da CT e tornare ad allenare i club, accettando l'offerta dei russi dell'Anži. Dopo sei mesi di rendimento altalenante – unico risultato di rilievo è il 4-0 inflitto allo Zenit San Pietroburgo di Mircea Lucescu agli ottavi di coppa, ma arrivato dopo che gli avversari erano rimasti in dieci per l'espulsione del portiere – e quattro sconfitte nelle ultime cinque partite, la dirigenza della società russa lo solleva dall'incarico.
Nel luglio del 2017 torna sulla panchina del Viktoria Plzeň. Uscito subito dalla UEFA Champions League (contro il FCSB), il club retrocede in Europa League, dove si ferma agli ottavi di finale, mentre in campionato la squadra ottiene una serie di tredici vittorie consecutive, per poi vincere il titolo. Nel 2018-2019 la compagine di Plzeň torna a disputare la fase a gironi della rinnovata UEFA Champions League: con il terzo posto (7 punti in 6 partite), accede ai sedicesimi di Europa League, dove è eliminata; in campionato, invece, chiude seconda, a quattro punti dalla vetta.
Il 1º gennaio 2020 Vrba assume la guida dei bulgari del Ludogorec, che guida alla vittoria del campionato, il nono titolo di fila per il club. Viene esonerato il 25 ottobre seguente.
Il 3 febbraio 2021 assume la guida dello Sparta Praga.

## Statistiche

### Statistiche da allenatore

#### Club
Statistiche aggiornate al 15 febbraio 2020. In grassetto le competizioni vinte.
| Stagione              | Squadra               | Campionato            | Campionato | Campionato | Campionato | Campionato | Coppe nazionali | Coppe nazionali | Coppe nazionali | Coppe nazionali | Coppe nazionali | Coppe continentali | Coppe continentali | Coppe continentali | Coppe continentali | Coppe continentali | Altre coppe | Altre coppe | Altre coppe | Altre coppe | Altre coppe | Totale | Totale | Totale | Totale | % Vittorie | Piazzamento     |
| Stagione              | Squadra               | Comp                  | G          | V          | N          | P          | Comp            | G               | V               | N               | P               | Comp               | G                  | V                  | N                  | P                  | Comp        | G           | V           | N           | P           | G      | V      | N      | P      | %          | Piazzamento     |
| --------------------- | --------------------- | --------------------- | ---------- | ---------- | ---------- | ---------- | --------------- | --------------- | --------------- | --------------- | --------------- | ------------------ | ------------------ | ------------------ | ------------------ | ------------------ | ----------- | ----------- | ----------- | ----------- | ----------- | ------ | ------ | ------ | ------ | ---------- | --------------- |
| 1994-1995             | Přerov                | MFL                   | 30         | 5          | 9          | 16         | CR              | 1               | 0               | 1               | 0               | -                  | -                  | -                  | -                  | -                  | -           | -           | -           | -           | -           | 31     | 5      | 10     | 16     | 16,13      | 14º             |
| 1995-1996             | Přerov                | MFL                   | 28         | 11         | 6          | 11         | CR              | ?               | ?               | ?               | ?               | -                  | -                  | -                  | -                  | -                  | -           | -           | -           | -           | -           | 28     | 11     | 6      | 11     | 39,29      | 9º (promozione) |
| Totale Přerov         | Totale Přerov         | Totale Přerov         | 58         | 16         | 15         | 27         |                 | 1+              | 0+              | 1+              | 0+              |                    | -                  | -                  | -                  | -                  |             | -           | -           | -           | -           | 59     | 16     | 16     | 27     | 27,12      |                 |
| mag.-giu. 2003        | Baník Ostrava         | 1L                    | 5          | 2          | 2          | 1          | CR              | -               | -               | -               | -               | -                  | -                  | -                  | -                  | -                  | -           | -           | -           | -           | -           | 5      | 2      | 2      | 1      | 40,00      | 5º              |
| 2004-2005             | Púchov                | SL                    | 36         | 12         | 10         | 14         | CS              | 2               | 0               | 2               | 0               | -                  | -                  | -                  | -                  | -                  | -           | -           | -           | -           | -           | 38     | 12     | 12     | 14     | 31,58      | 6º              |
| 2005-apr. 2006        | Púchov                | SL                    | 25         | 4          | 4          | 17         | CS              | 2               | 0               | 1               | 1               | -                  | -                  | -                  | -                  | -                  | -           | -           | -           | -           | -           | 27     | 4      | 5      | 18     | 14,81      | Esonerato       |
| Totale Púchov         | Totale Púchov         | Totale Púchov         | 61         | 16         | 14         | 31         |                 | 4               | 0               | 3               | 1               |                    | -                  | -                  | -                  | -                  |             | -           | -           | -           | -           | 65     | 16     | 17     | 32     | 24,62      |                 |
| 2006-2007             | Žilina                | SL                    | 28         | 22         | 3          | 3          | CS              | 3               | 2               | 1               | 0               | -                  | -                  | -                  | -                  | -                  | -           | -           | -           | -           | -           | 31     | 24     | 4      | 3      | 77,42      | 1º              |
| 2007-2008             | Žilina                | SL                    | 33         | 22         | 7          | 4          | CS              | 5               | 1               | 2               | 2               | UCL                | 4                  | 2                  | 2                  | 0                  | SS          | 1           | 0           | 1           | 0           | 43     | 25     | 12     | 6      | 58,14      | 2º              |
| lug.-set. 2008        | Žilina                | SL                    | 9          | 5          | 3          | 1          | CS              | 1               | 1               | 0               | 0               | CU                 | 5                  | 3                  | 2                  | 0                  | -           | -           | -           | -           | -           | 15     | 9      | 5      | 1      | 60,00      | Dimissionario   |
| Totale Žilina         | Totale Žilina         | Totale Žilina         | 70         | 49         | 13         | 8          |                 | 9               | 4               | 3               | 2               |                    | 9                  | 5                  | 4                  | 0                  |             | 1           | 0           | 1           | 0           | 89     | 58     | 21     | 10     | 65,17      |                 |
| ott. 2008-2009        | Viktoria Plzeň        | 1L                    | 15         | 7          | 3          | 5          | CR              | 3               | 1               | 1               | 1               | -                  | -                  | -                  | -                  | -                  | -           | -           | -           | -           | -           | 18     | 8      | 4      | 6      | 44,44      | 8º              |
| 2009-2010             | Viktoria Plzeň        | 1L                    | 30         | 12         | 12         | 6          | CR              | 9               | 6               | 3               | 0               | -                  | -                  | -                  | -                  | -                  | -           | -           | -           | -           | -           | 39     | 18     | 15     | 6      | 46,15      | 5º              |
| 2010-2011             | Viktoria Plzeň        | 1L                    | 30         | 21         | 6          | 3          | CR              | 6               | 3               | 1               | 2               | UEL                | 2                  | 0                  | 1                  | 1                  | SR          | 1           | 0           | 0           | 1           | 39     | 24     | 8      | 7      | 61,54      | 1º              |
| 2011-2012             | Viktoria Plzeň        | 1L                    | 30         | 19         | 6          | 5          | CR              | 4               | 2               | 1               | 1               | UCL+UEL            | 12+2               | 7+0                | 2+1                | 3+1                | SR          | 1           | 0           | 1           | 0           | 49     | 28     | 11     | 10     | 57,14      | 3º              |
| 2012-2013             | Viktoria Plzeň        | 1L                    | 30         | 20         | 5          | 5          | CR              | 5               | 2               | 0               | 3               | UEL                | 16                 | 11                 | 2                  | 3                  | -           | -           | -           | -           | -           | 51     | 33     | 7      | 11     | 64,71      | 1º              |
| lug.-dic. 2013        | Viktoria Plzeň        | 1L                    | 16         | 11         | 4          | 1          | CR              | 2               | 2               | 0               | 0               | UCL                | 12                 | 7                  | 0                  | 5                  | SR          | 1           | 0           | 0           | 1           | 31     | 20     | 4      | 7      | 64,52      | Dimissionario   |
| lug.-dic. 2016        | Anži                  | PL                    | 17         | 5          | 5          | 7          | KR              | 2               | 2               | 0               | 0               | -                  | -                  | -                  | -                  | -                  | -           | -           | -           | -           | -           | 19     | 7      | 5      | 7      | 36,84      | Esonerato       |
| 2017-2018             | Viktoria Plzeň        | 1L                    | 30         | 20         | 6          | 4          | CR              | 2               | 1               | 0               | 1               | UCL+UEL            | 2+12               | 0+7                | 1+2                | 1+3                | -           | -           | -           | -           | -           | 46     | 28     | 9      | 9      | 60,87      | 1º              |
| 2018-2019             | Viktoria Plzeň        | 1L                    | 30+5       | 21+3       | 5+1        | 4+1        | CR              | 2               | 1               | 0               | 1               | UCL+UEL            | 6+2                | 2+1                | 1+0                | 3+1                | -           | -           | -           | -           | -           | 45     | 28     | 7      | 10     | 62,22      | 2º              |
| lug.-dic. 2019        | Viktoria Plzeň        | 1L                    | 19         | 11         | 4          | 4          | CR              | 2               | 2               | 0               | 0               | UCL+UEL            | 4+2                | 1+1                | 1+0                | 2+1                | -           | -           | -           | -           | -           | 27     | 15     | 5      | 7      | 55,56      | Dimissionario   |
| Totale Viktoria Plzeň | Totale Viktoria Plzeň | Totale Viktoria Plzeň | 235        | 145        | 52         | 38         |                 | 35              | 20              | 6               | 9               |                    | 72                 | 37                 | 11                 | 24                 |             | 3           | 0           | 1           | 2           | 344    | 201    | 70     | 73     | 58,43      |                 |
| gen.-giu. 2020        | Ludogorec             | PL                    | 1          | 1          | 0          | 0          | CB              | 0               | 0               | 0               | 0               | UEL                | 0                  | 0                  | 0                  | 0                  | SB          | -           | -           | -           | -           | 1      | 1      | 0      | 0      | 100,00&    | in corso        |
| Totale carriera       | Totale carriera       | Totale carriera       | 377        | 234        | 101        | 112        |                 | 51              | 26              | 13              | 12              |                    | 81                 | 42                 | 15                 | 24                 |             | 4           | 0           | 2           | 2           | 513    | 302    | 131    | 150    | 58,87      |                 |

#### Nazionale
| Squadra   | Naz                  | dal             | al             | Record | Record | Record | Record     | Record | Record | Record | Record |
| G         | V                    | N               | P              | GF     | GS     | DR     | % Vittorie |        |        |        |        |
| --------- | -------------------- | --------------- | -------------- | ------ | ------ | ------ | ---------- | ------ | ------ | ------ | ------ |
| Rep. Ceca | Rep. Ceca (bandiera) | 1º gennaio 2014 | 30 giugno 2016 | 25     | 10     | 5      | 10         | 41     | 36     | +5     | 40,00  |

#### Nazionale nel dettaglio
| 2014-2015        | Rep. Ceca        | Qual. Euro 2016  | 1º nel Girone A,qualificato   | 10 | 7  | 1 | 2  | 70,00 | 19 | 14 | +5 |
| 2016             | Rep. Ceca        | Euro 2016        | Eliminato nella fase a gironi | 3  | 0  | 1 | 2  | &0,00 | 2  | 5  | -3 |
| Dal 2014 al 2016 | Rep. Ceca        | Amichevoli       |                               | 12 | 3  | 3 | 6  | 25,00 | 20 | 17 | +3 |
| Totale Rep. Ceca | Totale Rep. Ceca | Totale Rep. Ceca | Totale Rep. Ceca              | 25 | 10 | 5 | 10 | 40,00 | 41 | 36 | +5 |

#### Panchine da commissario tecnico della nazionale ceca
| Cronologia completa delle presenze e delle reti in nazionale ― Rep. Ceca | Cronologia completa delle presenze e delle reti in nazionale ― Rep. Ceca | Cronologia completa delle presenze e delle reti in nazionale ― Rep. Ceca | Cronologia completa delle presenze e delle reti in nazionale ― Rep. Ceca | Cronologia completa delle presenze e delle reti in nazionale ― Rep. Ceca | Cronologia completa delle presenze e delle reti in nazionale ― Rep. Ceca | Cronologia completa delle presenze e delle reti in nazionale ― Rep. Ceca | Cronologia completa delle presenze e delle reti in nazionale ― Rep. Ceca |
| Data                                                                     | Città                                                                    | In casa                                                                  | Risultato                                                                | Ospiti                                                                   | Competizione                                                             | Reti                                                                     | Note                                                                     |
| ------------------------------------------------------------------------ | ------------------------------------------------------------------------ | ------------------------------------------------------------------------ | ------------------------------------------------------------------------ | ------------------------------------------------------------------------ | ------------------------------------------------------------------------ | ------------------------------------------------------------------------ | ------------------------------------------------------------------------ |
| 5-3-2014                                                                 | Praga                                                                    | Rep. Ceca                                                                | 2 – 2                                                                    | Norvegia                                                                 | Amichevole                                                               | 2                                                                        |                                                                          |
| 21-5-2014                                                                | Helsinki                                                                 | Finlandia                                                                | 2 – 2                                                                    | Rep. Ceca                                                                | Amichevole                                                               | 2                                                                        |                                                                          |
| 3-6-2014                                                                 | Olomouc                                                                  | Rep. Ceca                                                                | 1 – 2                                                                    | Austria                                                                  | Amichevole                                                               | 1                                                                        |                                                                          |
| 3-9-2014                                                                 | Praga                                                                    | Rep. Ceca                                                                | 0 – 1                                                                    | Stati Uniti                                                              | Amichevole                                                               | -                                                                        |                                                                          |
| 9-9-2014                                                                 | Praga                                                                    | Rep. Ceca                                                                | 2 – 1                                                                    | Paesi Bassi                                                              | Qual. Euro 2016                                                          | 2                                                                        |                                                                          |
| 10-10-2014                                                               | Istanbul                                                                 | Turchia                                                                  | 1 – 2                                                                    | Rep. Ceca                                                                | Qual. Euro 2016                                                          | 2                                                                        |                                                                          |
| 13-10-2014                                                               | Astana                                                                   | Kazakistan                                                               | 2 – 4                                                                    | Rep. Ceca                                                                | Qual. Euro 2016                                                          | 4                                                                        |                                                                          |
| 16-11-2014                                                               | Plzeň                                                                    | Rep. Ceca                                                                | 2 – 1                                                                    | Islanda                                                                  | Qual. Euro 2016                                                          | 2                                                                        |                                                                          |
| 28-3-2015                                                                | Praga                                                                    | Rep. Ceca                                                                | 1 – 1                                                                    | Lettonia                                                                 | Qual. Euro 2016                                                          | 1                                                                        |                                                                          |
| 31-3-2015                                                                | Žilina                                                                   | Slovacchia                                                               | 1 – 0                                                                    | Rep. Ceca                                                                | Amichevole                                                               | -                                                                        |                                                                          |
| 12-6-2015                                                                | Reykjavík                                                                | Islanda                                                                  | 2 – 1                                                                    | Rep. Ceca                                                                | Qual. Euro 2016                                                          | 1                                                                        |                                                                          |
| 3-9-2015                                                                 | Plzeň                                                                    | Rep. Ceca                                                                | 2 – 1                                                                    | Kazakistan                                                               | Qual. Euro 2016                                                          | 2                                                                        |                                                                          |
| 6-9-2015                                                                 | Riga                                                                     | Lettonia                                                                 | 1 – 2                                                                    | Rep. Ceca                                                                | Qual. Euro 2016                                                          | 2                                                                        |                                                                          |
| 10-10-2015                                                               | Praga                                                                    | Rep. Ceca                                                                | 0 – 2                                                                    | Turchia                                                                  | Qual. Euro 2016                                                          | -                                                                        |                                                                          |
| 13-10-2015                                                               | Amsterdam                                                                | Paesi Bassi                                                              | 2 – 3                                                                    | Rep. Ceca                                                                | Qual. Euro 2016                                                          | 3                                                                        |                                                                          |
| 13-11-2015                                                               | Ostrava                                                                  | Rep. Ceca                                                                | 4 – 1                                                                    | Serbia                                                                   | Amichevole                                                               | 4                                                                        |                                                                          |
| 17-11-2015                                                               | Breslavia                                                                | Polonia                                                                  | 3 – 1                                                                    | Rep. Ceca                                                                | Amichevole                                                               | 1                                                                        |                                                                          |
| 24-3-2016                                                                | Praga                                                                    | Rep. Ceca                                                                | 0 – 1                                                                    | Scozia                                                                   | Amichevole                                                               | -                                                                        |                                                                          |
| 29-3-2016                                                                | Stoccolma                                                                | Svezia                                                                   | 1 – 1                                                                    | Rep. Ceca                                                                | Amichevole                                                               | 1                                                                        |                                                                          |
| 27-5-2016                                                                | Kufstein                                                                 | Rep. Ceca                                                                | 6 – 0                                                                    | Malta                                                                    | Amichevole                                                               | 6                                                                        |                                                                          |
| 1-6-2016                                                                 | Innsbruck                                                                | Russia                                                                   | 1 – 2                                                                    | Rep. Ceca                                                                | Amichevole                                                               | 2                                                                        |                                                                          |
| 5-6-2016                                                                 | Praga                                                                    | Rep. Ceca                                                                | 1 – 2                                                                    | Corea del Sud                                                            | Amichevole                                                               | 1                                                                        |                                                                          |
| 13-6-2016                                                                | Tolosa                                                                   | Spagna                                                                   | 1 – 0                                                                    | Rep. Ceca                                                                | Euro 2016 - 1º turno                                                     | -                                                                        |                                                                          |
| 17-6-2016                                                                | Saint-Étienne                                                            | Rep. Ceca                                                                | 2 – 2                                                                    | Croazia                                                                  | Euro 2016 - 1º turno                                                     | 2                                                                        |                                                                          |
| 21-6-2016                                                                | Lens                                                                     | Rep. Ceca                                                                | 0 – 2                                                                    | Turchia                                                                  | Euro 2016 - 1º turno                                                     | -                                                                        |                                                                          |
| Totale                                                                   |                                                                          | Presenze                                                                 | 25                                                                       |                                                                          | Reti                                                                     | 41                                                                       |                                                                          |

## Palmarès

### Giocatore
- Coppa Piano Karl Rappan: 1

Banik Ostrava: 1985

### Allenatore

#### Club
- Campionato bulgaro: 1

Ludogorec: 2019-2020
- Campionato ceco: 3

Viktoria Plzeň: 2010-2011, 2012-2013, 2017-2018
- Campionato slovacco: 1

Žilina: 2006-2007
- Supercoppa di Slovacchia: 1

Žilina: 2007
- Coppa di Repubblica Ceca: 1

Viktoria Plzeň: 2009-2010
- Supercoppa di Repubblica Ceca: 1

Viktoria Plzeň: 2011

#### Individuale
- Allenatore ceco dell'anno: 8

2010, 2011, 2012, 2013, 2014, 2015, 2017, 2018